# Bivacco del Money
Il bivacco del Money è un bivacco situato a 2872 m s.l.m. in Valnontey e facente parte del comune di Cogne.

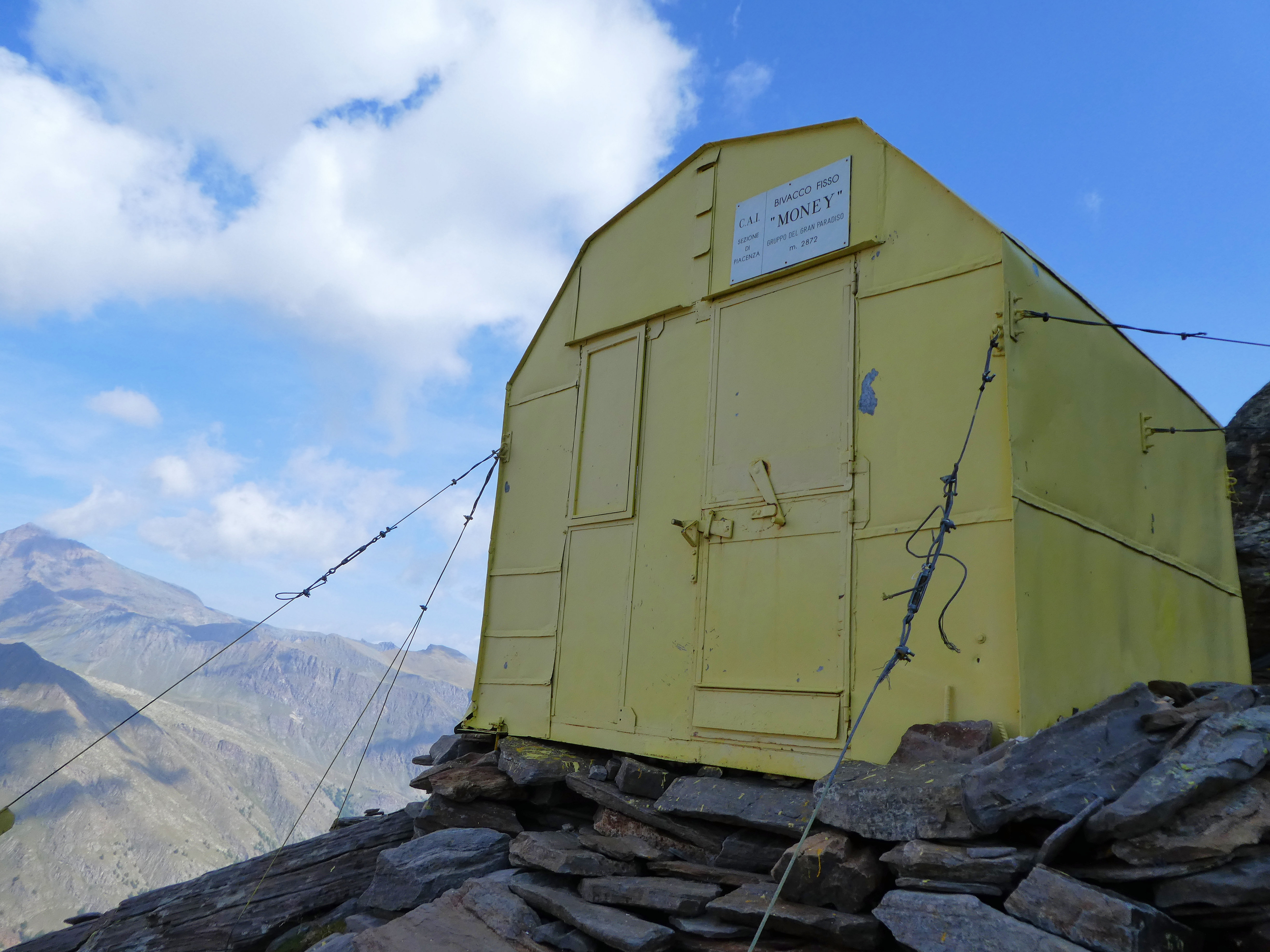
Il bivacco.

Il bivacco è ubicato su uno sperone roccioso sul fianco del ghiacciaio del Coupé de Money ai piedi delle punte Patrì.

## Accesso
L'accesso al bivacco avviene da Valnontey in circa 4 ore.
Dal parcheggio di Valnontey si prosegue per il fondovalle per circa un'ora e poi si prende un sentiero che sale sulla destra orografica. Superati alcuni balzi rocciosi si arriva in vista dell'Alpe Money (2325 m). Di qui il sentiero continua per terreni morenici fino ad arrivare in vista del bivacco, che si raggiunge superando alcune balze attrezzate con cavi di sicurezza.

## Ascensioni
- Torre del Gran San Pietro - 3.692 m
- Torre di Sant'Andrea - 3.651 m
- Torre di Sant'Orso - 3.618 m
- Becco della Pazienza (in francese, Bec de la patience) - 3.606 m
- Punte Patrì - 3.581 m